# Lilium medogense
Lilium medogense ist eine Pflanzenart aus der Gattung der Lilien (Lilium) in der Sektion Sinomartagon. Sie wurde 1985 von Sung Yun Liang erstbeschrieben.

## Beschreibung
Lilium medogense erreicht Wuchshöhen zwischen 35 und 50 Zentimetern.
Die annähernd runde Zwiebel hat einen Durchmesser von rund 2,2 Zentimeter, die lanzettlichen Schuppen sind purpurrot, 1,7 bis 2,2 Zentimeter lang und 6 Millimeter breit. Oberhalb der Zwiebel stehen am Spross einige Wurzeln, dann folgen zwei bis vier Niederblätter, dann zwei bis drei einzeln stehende Blätter, darüber stehen die Blätter zu fünft bis acht in Wirteln. Von diesen Wirteln sind meist vier vorhanden, in Abständen von 2,5 bis 5 Zentimeter. Die Blätter sind umgekehrt eiförmig-lanzettlich bis elliptisch, 4,5 bis 6 Zentimeter lang und 17 bis 22 Millimeter breit. Der Stängel ist fein papillös.
Im Juni werden ein bis drei glockenförmige Blüten gebildet. Die am Ansatz leicht sackförmigen Blütenhüllblätter sind gelb, am Ansatz dunkel purpurn, ungefleckt, elliptisch und zwischen 5 und 6 Zentimeter lang sowie 2 bis 2,4 Zentimeter breit.
Die unbehaarten Staubfäden sind mit rund 2,5 Zentimetern Länge deutlich kürzer als die Blütenhüllblätter, die länglich-runden Staubbeutel rund 13 Millimeter lang und 2 Millimeter dick. Der Fruchtknoten ist rund 14 Millimeter lang und etwa 3 Millimeter breit, der Griffel ist circa 2,5 Zentimeter lang. Die Narbe ist abgerundet vergrößert und misst im Durchmesser etwa 8 Millimeter.

## Verbreitung
Die Art ist bisher nur im Südosten der chinesischen Provinz Xizang (Autonomes Gebiet Tibet) im Kreis Mêdog auf felsigen Lichtungen in Tannenwäldern nachgewiesen.

## Systematik
Die Art steht morphologisch Lilium paradoxum sehr nahe. Es gilt daher als möglich, dass beide Arten zu einer zusammengefasst werden könnten, zur genaueren Feststellung des Verwandtschaftsgrades sind jedoch weitere Forschungen notwendig. Das Artepitheton medogense leitet sich vom Fundort im Kreis Mêdog ab.
Das Typusexemplar wurde am 26. Juni 1980 von Wei Lie Chen nahe Mêdog gefunden. Es wird heute im Herbarium der Peking-Universität verwahrt.